# Felső-Magyarországi Fejedelemség
A Felső-Magyarországi Fejedelemség egy, a középkori Magyar Királyság területén a 17. században fennállt oszmán vazallus állam volt, amelyet Thököly Imre fejedelem irányított.

## Háttere
Az 1664-es vasvári béke után a magyarság Habsburg-dinasztia iránti hűsége hanyatlásnak indult. A magyar nemesség elégedetlen volt amiatt, hogy I. Lipót császár nem volt hajlandó kamatoztatni a szentgotthárdi csatában aratott győzelmet, hogy minél több magyar földet szabadítson fel az oszmánok alól, és az ezt követő birodalmi kormányzást a magyarok érdekeivel ellentétesnek tekintették. 1671-ben a lázadást sikeresen meghiúsították. Egy évvel később azonban Teleki Mihály sikeresebb lázadást vezetett. 1673-ban a császár Johann Caspar von Ampringen teuton nagymestert nevezte ki a királyi Magyarország kormányzójává, kiváltva a hűtlen nemesek és protestánsok kemény fellépését, ami tovább fokozta a magyar nemesség haragját a Habsburgokkal szemben. 1680-ban Thököly Imre a lázadás vezéralakja lett, amelyet az oszmán állam és az Erdélyi Fejedelemség kezdett támogatni és fenntartani.

## Alapítás és történelem
A fejedelemséget 1682. november 19-én hozták létre. A fejedelemség vezetői beleegyeztek, hogy évente 20 000 aranyat fizetnek az oszmánoknak hadi támogatásért cserébe a Habsburgokkal szemben. 1685-ben Thököly vereséget szenvedett Eperjesen, a törökök pedig Lipót császárral folytatott korábbi tárgyalásai miatt bebörtönözték, így birodalma megszűnt.

## Fordítás
Ez a szócikk részben vagy egészben  a   Principality of Upper Hungary című angol Wikipédia-szócikk ezen változatának fordításán alapul.  Az eredeti cikk szerkesztőit annak laptörténete sorolja fel. Ez a jelzés csupán a megfogalmazás eredetét és a szerzői jogokat jelzi, nem szolgál a cikkben szereplő információk forrásmegjelöléseként.

## Kapcsolódó szócikk
- Keleti-Magyar Királyság